# Bastaard van Blancstain
De Bastaard van Blancstain of Blanc-Estrain (Zeeland, begin 15e eeuw – Schendelbeke, 27 juni 1453) was een roverhoofdman in Vlaanderen en Henegouwen, onder Bourgondisch bestuur. Twee jaar lang teisterde hij met zijn Groententers het land.

## Levensloop

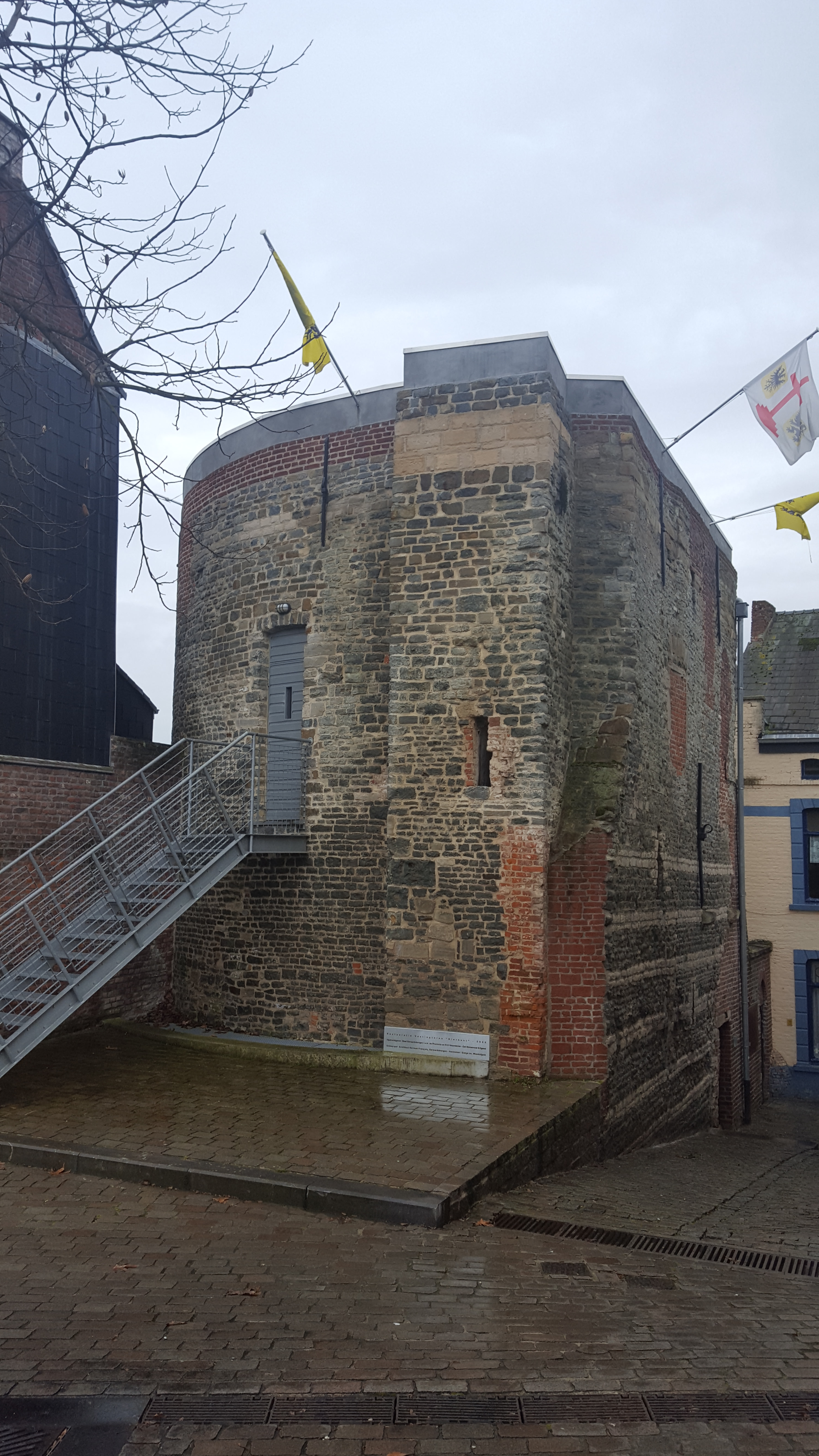
De Dierkost-toren in Geraardsbergen (België), een van de verblijfplaatsen van de rovers.

De meeste historici gaan ervan uit dat Blancstain geboren is in het graafschap Zeeland. Hij was een buitenechtelijk kind van een Zeeuwse heer. Vandaar zijn bijnaam, de bastaard van Blancstain. Zijn vader verstootte hem en Blancstain zwierf rond in het graafschap Vlaanderen. Zowel Zeeland als Vlaanderen waren graafschappen onder het bestuur van Filips de Goede, hertog van Bourgondië. Sommige menen evenwel in Blancstain een afstammeling te zien van het Huis Estrain in Picardië, een ander graafschap onder Bourgondisch bestuur.
Blancstain roofde in de streek van Oudenaarde en Aalst. Zijn bende werd bijzonder groot ten tijde van de Gentse Opstand (1449-1453). Talrijke opstandelingen en verarmde mensen sloten zich aan bij de bende van Blancstain. De manier waarop het Bourgondisch leger te keer gingen tegen de sympathisanten van Gent was bloeddorstig. Er heerste chaos in Vlaanderen. Blancstain en zijn bende konden zich goed verstoppen in de bossen van Laarne, bij Dendermonde. In 1452 plunderden zij Geraardsbergen, Aat en Lessen, alsook alle dorpen in de grensstreek met Henegouwen. In Geraardsbergen verbleven de rovers een tijdje in de Dierkosttoren. Zelfzeker stortte de bende zich op de escorte van hertogin Isabella van Portugal. Doch ridder Jacques van Lalaing en andere edelen verdreven de rovers. Hendrik II, koning van Frankrijk, stuurde een gezant naar Blancstain. De koning was immers de suzerein van de graaf van Vlaanderen, Filips, en wenste het conflict op te lossen. Doch Blancstain en zijn rovers wilden geen Franse inmenging, want ze vreesden een vredesbestand in Vlaanderen. Dit laatste zou het einde van de rooftochten betekenen. Blancstain en de zijnen riepen op de Gentse opstand verder te zetten.
Hun hoofdkwartier om opstandelingen te ondersteunen, werd het kasteel van Schendelbeke, ten zuiden van Gent. In de winter van 1452-1453 trokken de Bourgondische troepen zich terug in Zuid-Vlaanderen. In 1453 staken de rovers van Blancstain Vloesberg in brand. Ze namen gijzelaars en veel buit mee. De Bourgondische soldaten schoten in actie.  Blancstain was ondertussen op rooftocht in Henegouwen en, voor de zoveelste maal, in de streek van Oudenaarde. De roversbende verloor evenwel enkele gevechten met de Bourgondiërs. De Bourgondiêrs waren vastbesloten rovers of wie dan ook van Gentse opstandeling te doden. Het leger stond onder leiding van ridder Jean van Croy.
Blancstain trok zich terug bij de opstandelingen in het kasteel van Schendelbeke; dit kasteel stond onder leiding van Jan van Waesberghe. Op 25 juni 1453 stond het Bourgondisch leger voor het kasteel. De artillerie bestookte het kasteel voortdurend. Blancstain en de laatste rovers verschansten zich boven in de toren. Op 27 juni, 2 dagen later, beklommen de Bourgondiërs de muren van het kasteel. Blancstain stortte zich van de toren te pletter op het leger. Jan van Waesberghe werd opgeknoopt aan de valbrug. Ridder Jean van Croy liet alle overlevenden die hij nog vond, ophangen aan de bomen rondom het kasteel. Het kasteel werd met de grond gelijk gemaakt.

## Zie verder
- Slag bij Gavere, de overwinnende slag van de Bourgondiërs (juli 1453)
- Gentse Opstand (1449-1453), de hele episode van de opstand der Gentenaars